# Tour della nazionale maschile di rugby a 15 dell'Australia 2004
I "Wallabies"  nazionale di "rugby a 15" dell'Australia tra il 2004 e il 2007 si sono recati sovente in tour, specialmente nel mese di novembre in Europa e Argentina.
Nel 2004 si sono recati nelle Isole britanniche e in Francia.

## Scozia (primo test)
Nel primo match con la Scozia, (organizzato per festeggiare l'apertura del nuovo palazzo del parlamento scozzese), l'Australia guidata, al solito da Stephen Larkham e George Gregan travolge gli scozzesi con un primo tempo finito 28-0. Nel secondo tempo gli scozzesi (privi dei giocatori impegnati nel campionato inglese) si riscattano con un parziale di 14-3, ma l'Australia di fatto si riposa in vista del match successivo.
| Edimburgo 6 novembre 2004 | Scozia | 32 – 15 | Australia | Murrayfield |

## Francia
Contro la Francia, sconfitta sette giorni prima dall'Argentina, il riscatto della mesiana "blues" di Jean-Baptiste Élissalde e Frédéric Michalak (autore di una meta), affonda i Wallabies. È il primo successo dei Francesi sugli Australiani dal 1983 .
| Parigi 13 novembre 2004 | Francia | 14 – 14 | Australia | Stade de France |

| Parigi 17 novembre 2004 | Barbarian francesi | 15 – 0 | Australia XV | Stade Jean Bouin |

## Scozia (secondo match)
Malgrado una fiera resistenza, gli Scozzesi, questa volta al completo, cedono 17-31 nella rivincita subendo 4 mete contro una .
| Glasgow 20 novembre 2004 | Scozia | 31 – 17 | Australia | Hampden Park |

## Inghilterra
Infine il match contro l'Inghilterra vede i Wallabies vincere con una partenza a razzo che li porta a condurre per 15-0. protanosita del match è l'astro nascente Matt Giteau 
| Londra 27 novembre 2004 | Inghilterra | 21 – 100 | Australia | Twickenham |